# Jack Jean-Baptiste
Jack Eduardo Jean-Baptiste Cruz (ur. 20 grudnia 1999 w San Pedro Sula) – honduraski piłkarz pochodzenia haitańskiego występujący na pozycji defensywnego pomocnika, reprezentant Hondurasu, od 2023 zawodnik Lobos UPNFM.